# Разъезд 226 км
Разъезд 226 км (каз. рзд.226 км) — разъезд в Глубоковском районе Восточно-Казахстанской области Казахстана. Входит в состав Кировского сельского округа. Код КАТО — 634049300.

## Население
В 1999 году население разъезда составляло 271 человек (135 мужчин и 136 женщин). По данным переписи 2009 года, в разъезде проживали 293 человека (144 мужчины и 149 женщин).